# Оленевка (Крым)
Оленевка (до 1945 года Караджи́; укр. Оленівка, крымскотат. Qara Acı, Къара Аджы) — село в Черноморском районе Крыма. Согласно административно-территориальному делению Украины является центром Оленевского сельского совета Автономной Республики Крым, а согласно административно-территориального деления Российской Федерации — центр Оленевского сельского поселения Республики Крым.

## Население
| 2001 | 2014  |
| ---- | ----- |
| 1526 | ↘1441 |

Всеукраинская перепись 2001 года показала следующее распределение по носителям языка
| Язык       | Процент |
| ---------- | ------- |
| русский    | 79.36   |
| украинский | 19.53   |
| другие     | 0.46    |

### Динамика численности
| - 1806 год — 268 чел. - 1864 год — 328 чел. - 1889 год — 536 чел. - 1897 год — 852 чел. - 1900 год — 826 чел. - 1915 год — 1044 чел. - 1926 год — 1351 чел. | - 1939 год — 1231 чел. - 1989 год — 1552 чел. - 2001 год — 1526 чел. - 2009 год — 1460 чел. - 2014 год — 1441 чел. |

## География
Расположено на берегу Караджинской бухты и трёх озёр Лиман, Большой Кипчак и Малый Кипчак, высота центра села над уровнем моря — 5 м. Сезонный (летний) климатический курорт. Расположено в примерно в 24 километрах (по шоссе) на юго-запад от районного центра Черноморское, ближайшая железнодорожная станция — Евпатория — около 97 километров. Транспортное сообщение осуществляется по региональной автодороге 35Н-604 Черноморское — Оленевка (по украинской классификации — С-0-11703).

## Современное состояние
На 2016 год в Оленевке числится 34 улицы, рыболовецкий стан Атлеш и территория «комплекс строений и сооружений N 7»; на 2009 год, по данным сельсовета, село занимало площадь 336,4 гектара, на которой в 670 дворах проживало 1460 человек. В селе действуют средняя общеобразовательная школа, детский сад «Маячок», Дом культуры, библиотека-филиал № 9, амбулатория общей практики семейной медицины, отделение почты, аптечный пункт № 18, православная церковь святой великомученицы Варвары. Работают сельхозпредприятия по выращиванию зерновых культур: агрофирмы «Маяк» и «Россия», ООО «Современник XXI века» и сельхозпредприятие «Лан». Село связано автобусным сообщением с райцентром, Евпаторией, Симферополем и соседними населёнными пунктами.

## История
Первое поселение на месте нынешнего села, судя по результатам археологических исследований, возникло в античную эпоху — греческое городище дальней херсонесской хоры. Последние данные говорят о большом — площадью 3,2 гектара, укреплённом поселении третьей четверти IV века до н. э., население в котором в первые века нашей эры сменилось скифским.
Первое документальное упоминание сёл встречается в Камеральном Описании Крыма… 1784 года, судя по которому, в последний период Крымского ханства Карагаджи входил в Тарханский кадылык Козловскаго каймаканства.
После присоединения Крыма к России (8) 19 апреля 1783 года, (8) 19 февраля 1784 года, именным указом Екатерины II сенату, на территории бывшего Крымского ханства была образована Таврическая область и деревня была приписана к Евпаторийскому уезду. После павловских реформ, с 1796 по 1802 год входила в Акмечетский уезд Новороссийской губернии. По новому административному делению, после создания 8 (20) октября 1802 года Таврической губернии, Караджи был включён в состав Яшпетской волости Евпаторийского уезда.
Есть сведения, что коренные жители выехали в Турцию в первую волну эмиграции и владелец деревни генерал Попов, который получил, а также приобрел 22 539 десятин (под названием дач Тарханской и Тархан-Сарыгольской) земли, заселил её ногайцами.
По Ведомости о волостях и селениях, в Евпаторийском уезде с показанием числа дворов и душ… от 19 апреля 1806 года, в деревне Караджи числилось 43 двора и 268 жителей нагайцов помещичьих крестьян, а земля принадлежала действительному тайному советнику Василию Степановичу Попову. Рядом, в начале 1800 годов была основана деревня Степановка, в которой, согласно той же Ведомости… 1806 года было 76 дворов и 382 помещичьих ногайца. Больше Степановка в доступных источниках не встречается, поскольку затем деревня вновь опустела и на военно-топографической карте 1817 года уже одна деревня Караджи обозначена пустующей. В «Ведомости о казённых волостях Таврической губернии 1829 года» в составе Яшпетской волости ни Караджи, ни Степановка не записаны. В 1820-х и 1830-х годах сюда, из своего имения Васильевки, Поповым были переселены государственные крестьяне. На карте 1842 года уже русская деревня Караджа обозначена с 20 дворами.
В 1860-х годах, после земской реформы Александра II, деревню приписали к Курман-Аджинской волости. В «Списке населённых мест Таврической губернии по сведениям 1864 года», составленном по результатам VIII ревизии 1864 года, Караджи — владельческая русская деревня, с 35 дворами, 328 жителями, двумя рыбными заводами и фруктовым садом при морском лимане. На трехверстовой карте Шуберта 1865—1876 года в русской деревне Караджа обозначено 40 дворов. С 1876 года в деревне действовала спасательная станция, с 1879 — земская школа, телеграф — с 1886 года. Согласно изданной в 1886 году «Справочной книжке о приходах и храмах Таврической епархии…» епископа Гермогена, Караджа — русская деревня, приписанная к приходу Ак-Мечетской церкви Захария и Елисаветы, действовала церковно-приходская школа.
В «Памятной книге Таврической губернии 1889 года», по результатам Х ревизии 1887 года, в деревне Караджи числилось 92 двора и 536 жителей.
Земская реформа 1890-х годов в Евпаторийском уезде прошла позже остальных, в результате Караджи приписали к Кунанской волости. Перепись 1897 года зафиксировала в селе 852 жителя, из которых 846 православных
По «…Памятной книжке Таврической губернии на 1900 год» в деревне, входившей в Караджинское сельское общество, числилось 826 жителей в 110 дворах. На 1902 год в деревне работал фельдшер. В 1899 году владелец имения в Карадже Павел Васильевич Попов, по прошениям крестьян деревни, заказывает знаменитому одесскому архитектору, академику архитектуры, Николаю Константиновичу Толвинскому проект церкви св. Варвары, которое, по каким-то причинам так и не было начато. В 1901 году, на выделенные Поповым 3000 рублей, была начата перестройка обветшавшего здания земской школы под церковь (новое помещение школы было построено Поповым), освящённая 29 июня 1903 года. В 1912 году с селе числилось 1150 жителей. На 1914 год в селении действовали 2-классная земская школа и медицинский участок с фельдшером. По Статистическому справочнику Таврической губернии. Ч.II-я. Статистический очерк, выпуск пятый Евпаторийский уезд, 1915 год, в Кунанской волости Евпаторийского уезда числились село Караджи, имевшее 175 дворов (167 дворов с землёй, 8 — безземельные) в которых насчитывалось 1044 человека, преимущественно русских, приписных жителей и 30 — «посторонних», из которых 561 мужчина и 546 женщин. Жители владели 140 десятинами удобной земли. В хозяйствах имелось 305 лошадей, 30 волов, 100 коров и 3000 голов мелкого скота и экономия Караджа. На 1917 год в селе действовала православная церковь Евпаторийского церковного округа, почтово-телеграфное отделение.
После установления в Крыму Советской власти, по постановлению Крымревкома от 8 января 1921 года № 206 «Об изменении административных границ» была упразднена волостная система и образован Евпаторийский уезд, в котором создан Ак-Мечетский район и село вошло в его состав, а в 1922 году уезды получили название округов. 11 октября 1923 года, согласно постановлению ВЦИК, в административное деление Крымской АССР были внесены изменения, в результате которых округа были отменены, Ак-Мечетский район упразднён и село вошло в состав Евпаторийского района. Согласно Списку населённых пунктов Крымской АССР по Всесоюзной переписи 17 декабря 1926 года, в селе Караджа, Кунанского сельсовета Евпаторийского района, числилось 274 двора, из них 256 крестьянских, население составляло 1351 человек, из них 1224 украинца, 121 русский, 1 белорус, 1 грек, 1 записан в графе «прочие», действовала русская школа,. Согласно постановлению КрымЦИКа от 30 октября 1930 года «О реорганизации сети районов Крымской АССР», был восстановлен Ак-Мечетский район (по другим данным 15 сентября 1931 года) и село вновь включили в его состав, видимо, тогда же был образован сельсовет, поскольку в 1940 году он уже существовал. 20 ноября 1930 года в селе была закрыта церковь, и здание передано под клуб «с установкой радио». По данным всесоюзной переписи населения 1939 года в селе проживал 1231 человек.
В годы Великой Отечественной войны на фронтах и в партизанских отрядах сражались многие жители села Каражи, 179 из них пали в боях. Уроженка села Е. С. Огданец, будучи в 1942 году угнанной в Гермианию, бежала и вступила в югославский партизанский отряд. Погибла в 1944 году, в Югославии ей установлен памятник. В честь павших в 1967 году в центре села установлен памятный знак в виде вертикальной стела в фрме прямоугольной призмы со скошенной верхней гранью. На лицевой грани размещена мемориальная доска с фамиличми погибших, на боковых гранях — рельефные изображения фигур солдата и партизана с автоматом в руках. 9 мая 1980 года к памятному знаку произвели перезахоронение останков советского моряка Григория Ивановича Мельникова, погибшего в августе 1941 года. Постановлением Совета министров Республики Крым № 627 от 20 декабря 2016 года памятник отнесён к категории объектов культурно-исторического наследия России регионального значения.
Указом Президиума Верховного Совета РСФСР от 21 августа 1945 года Караджи был переименован в Оленевку и Караджинский сельсовет — в Оленевский. С 25 июня 1946 года Оленевка в составе Крымской области РСФСР. 26 апреля 1954 года Крымская область была передана из состава РСФСР в состав УССР. С начала 1950-х годов, в ходе второй волны переселения (в свете постановления № ГОКО-6372с «О переселении колхозников в районы Крыма»), в Черноморский район приезжали переселенцы из различных областей Украины. По данным переписи 1989 года в селе проживало 1552 человека. С 12 февраля 1991 года село в восстановленной Крымской АССР, 26 февраля 1992 года переименованной в Автономную Республику Крым. С 21 марта 2014 года — в составе Республики Крым России.

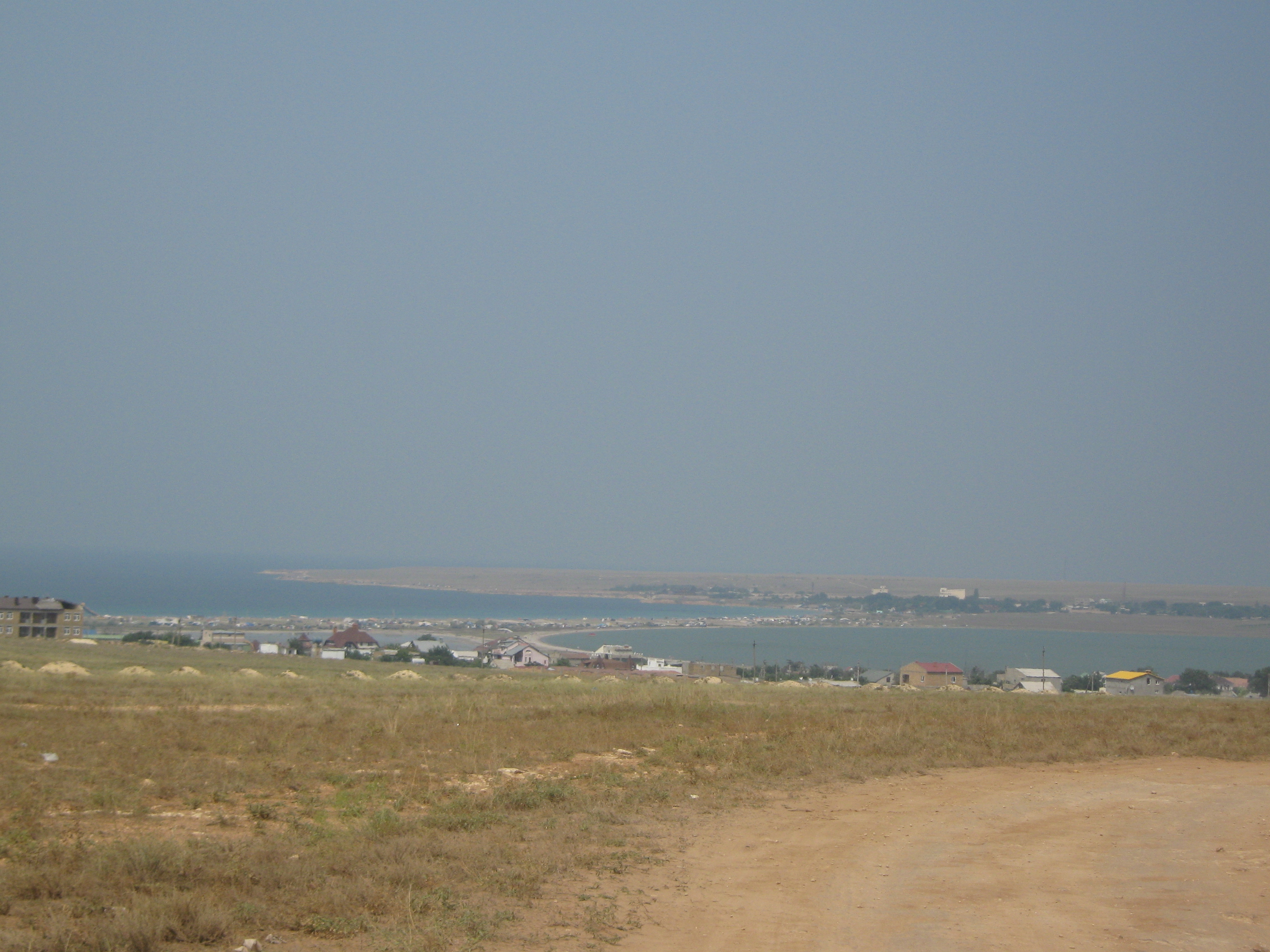
Юг села
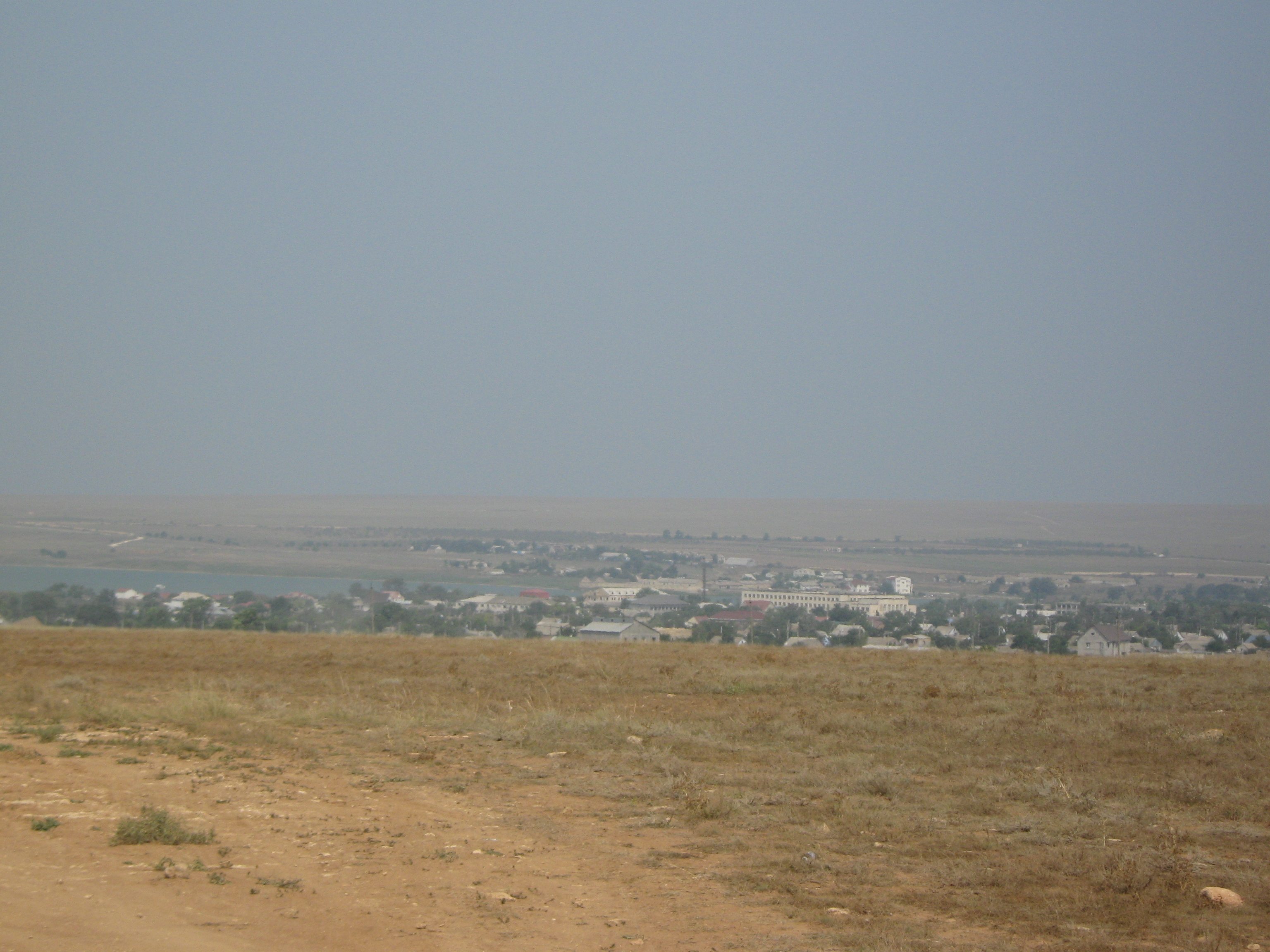
Центр села
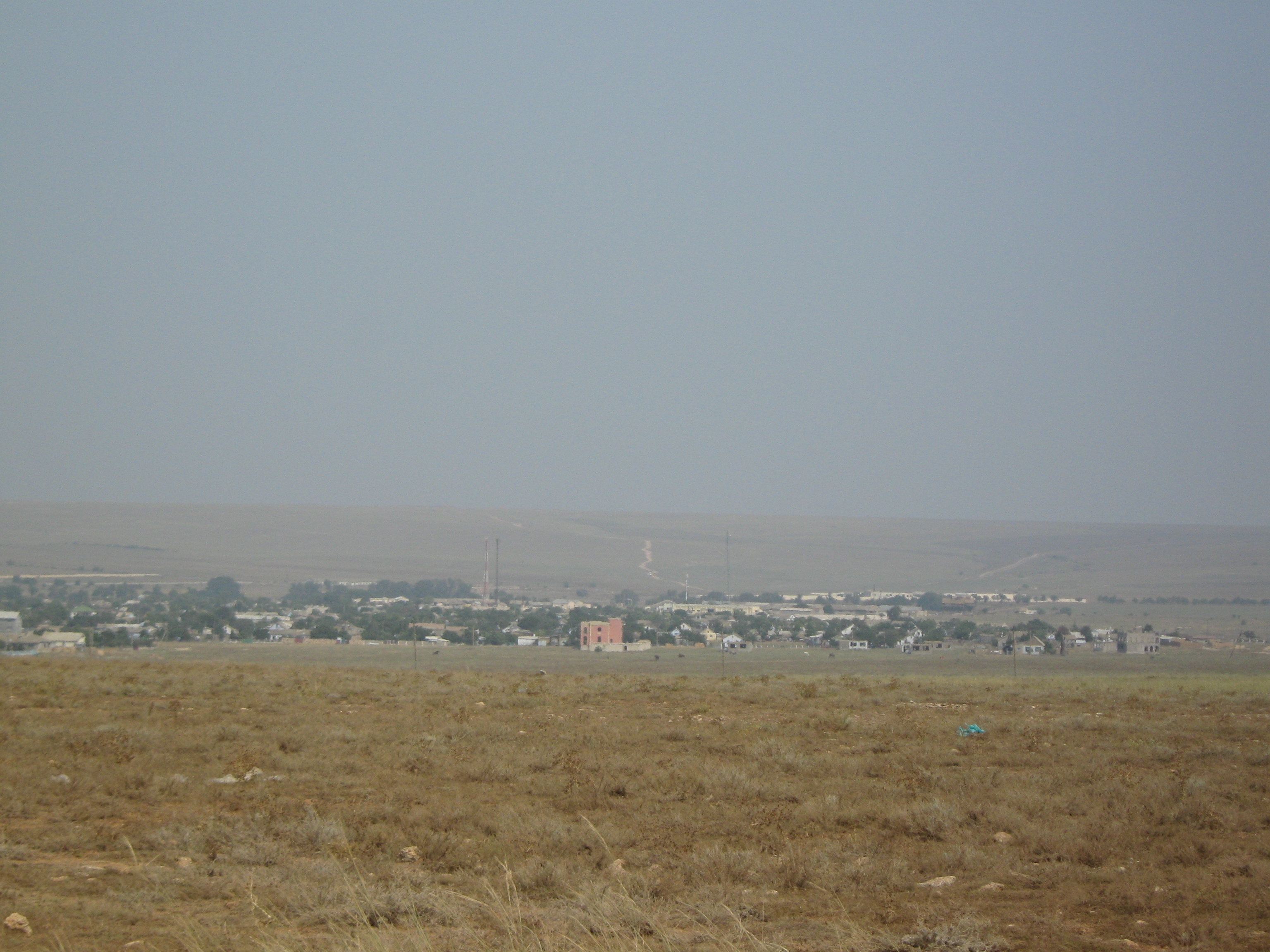
Север села
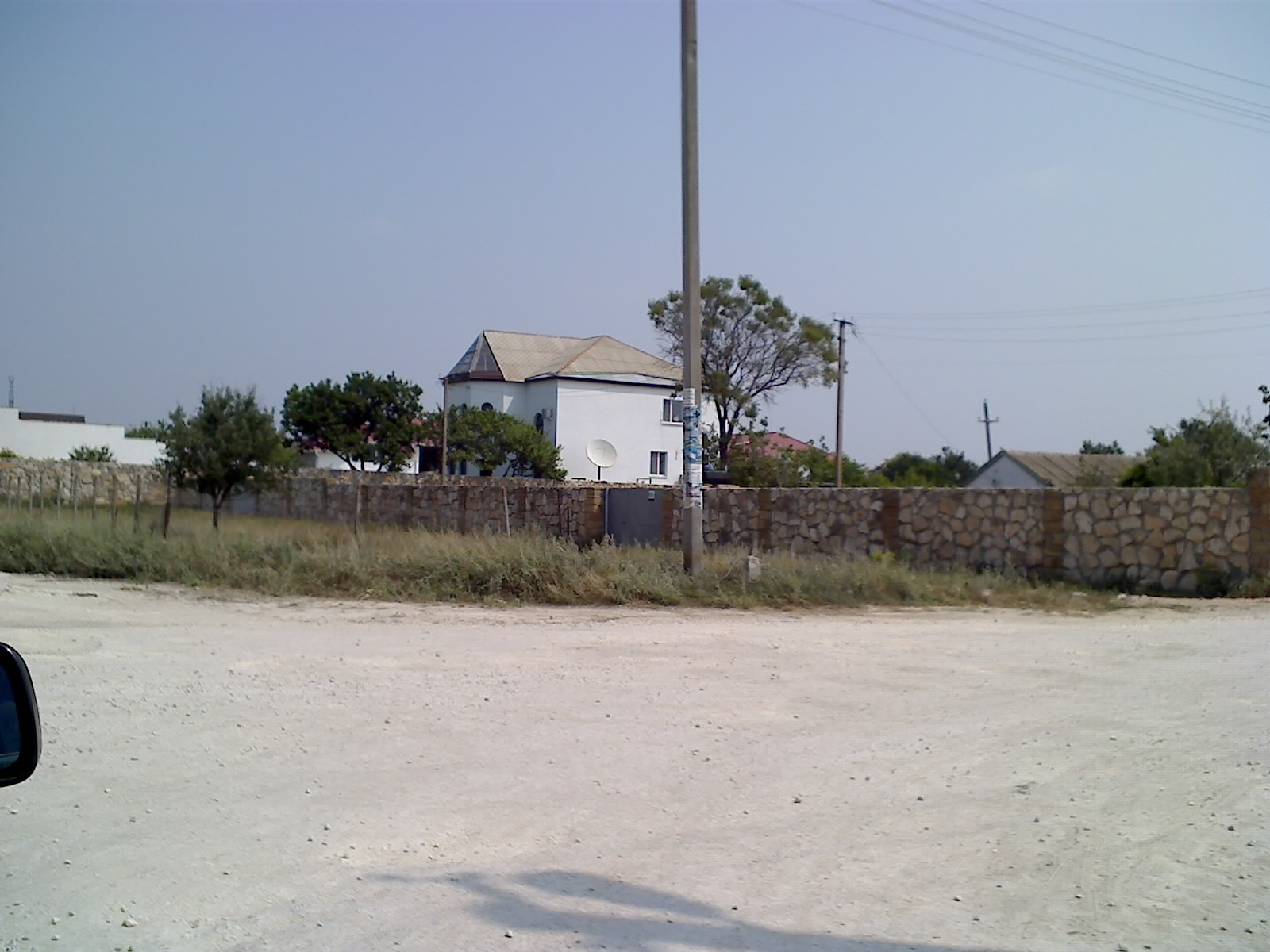
Одна из улиц
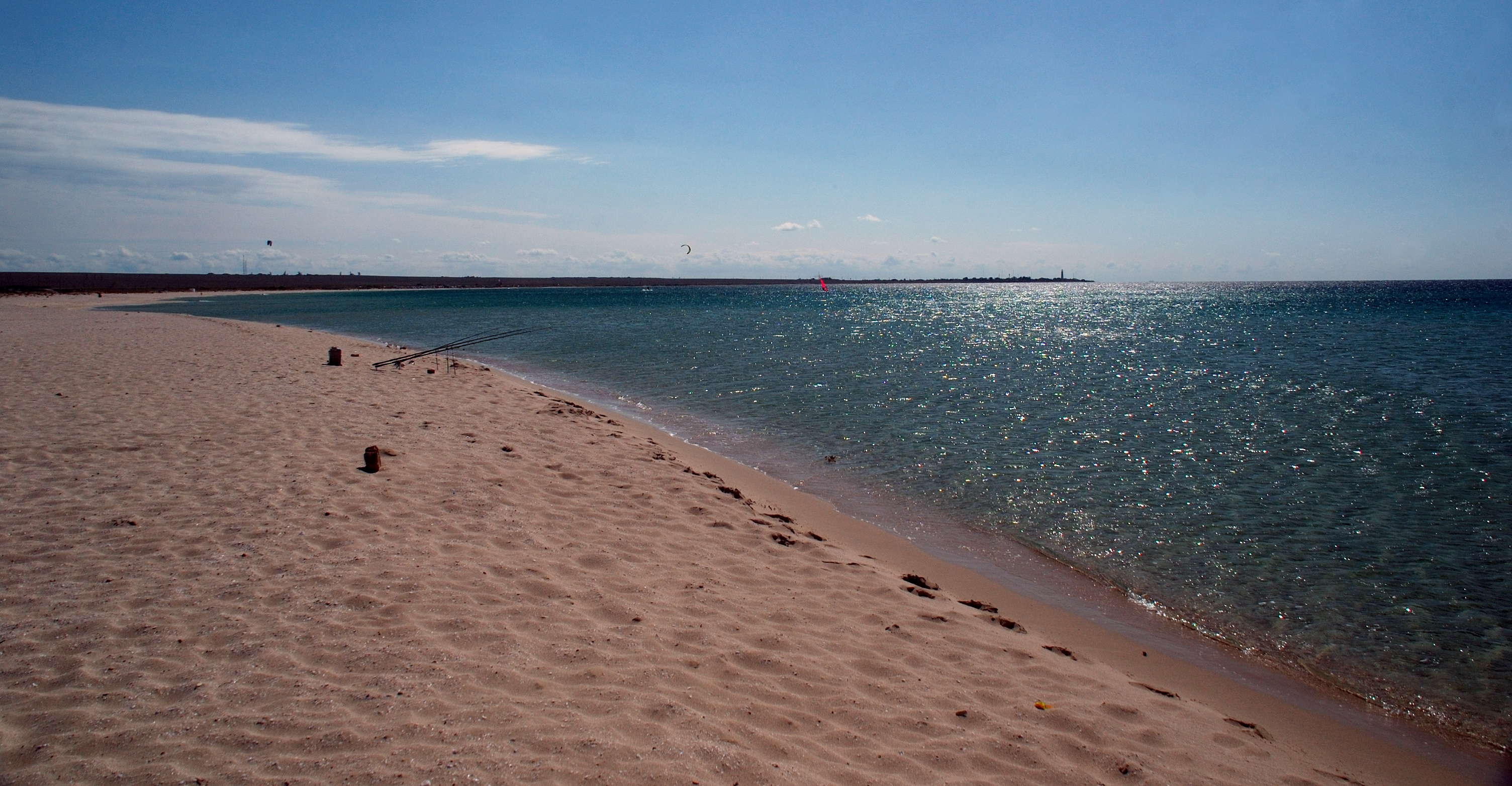
Пляж

## Усадьба Попова

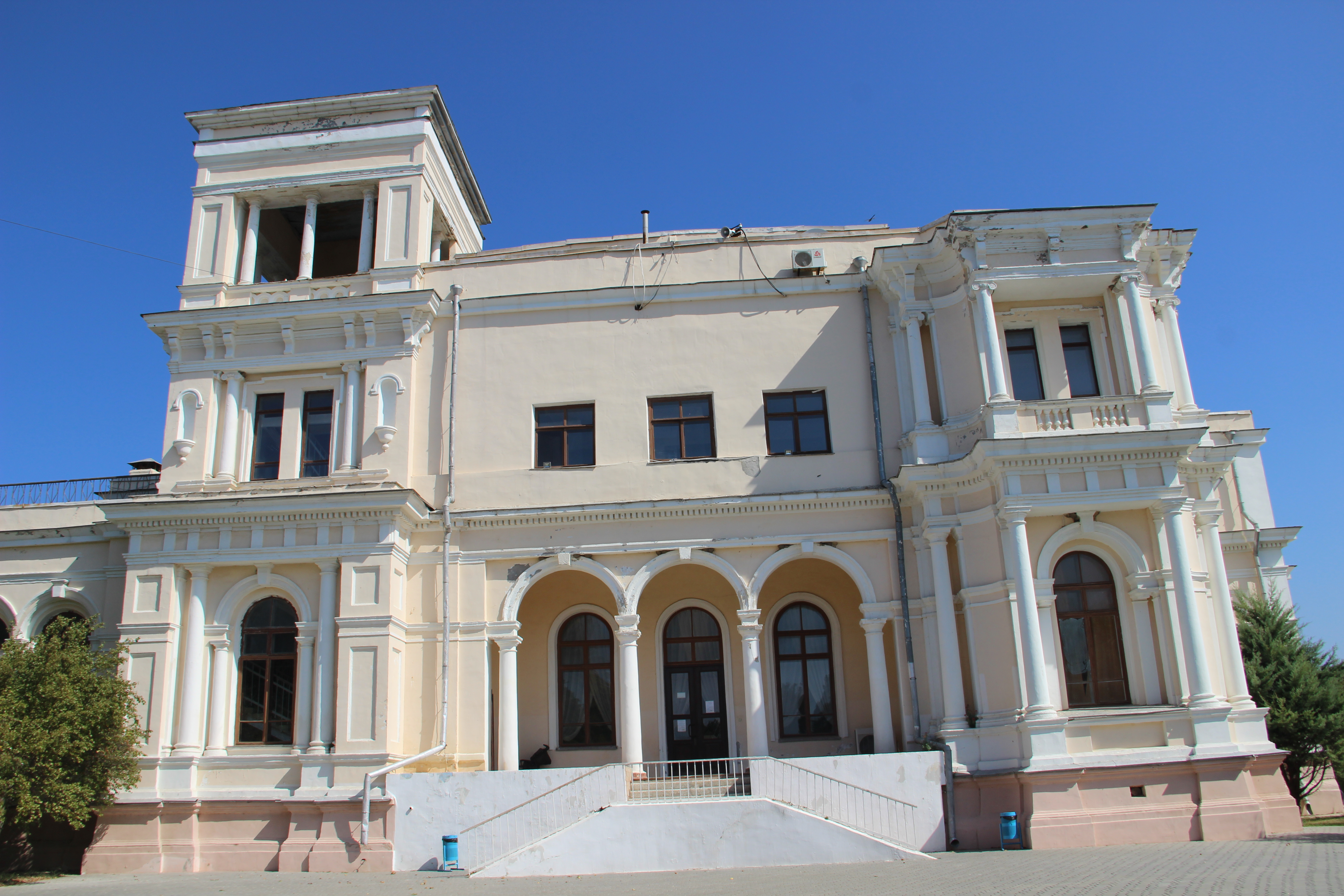
Вилла Попова

Главная достопримечательность Оленевки — вилла Павла Васильевича Попова, построенная в 1895 году. В настоящее время её занимает пансионат «Солнечная долина».
Рядом с селом расположены сквозные гроты Малый и Большой Атлеши (на востоке) и Джангульское оползневое побережье (на северо-западе).

## Спорт
Футбольная команда «Маяк» села Оленевка становилась призёром различных турниров Черноморского района.